# Коллар, Андрей
Андрей Коллар (словац. Andrej Kollár; род. 12 января 1977 года, Топольчани, Чехословакия) — словацкий хоккеист, центральный нападающий.

## Карьера
Воспитанник хоккейной школы ХК «Топольчани». Выступал за ХК «Топольчани», ХК «Попрад», «Слован» (Братислава), ХК 36 Скалица», ХК «Нитра», «Дукла» (Тренчин), ХК «95 Поважским Быстрица», ХК «Злин».
В составе национальной сборной Словакии провел 26 матчей (7 голов), участник чемпионатов мира 2006 и 2008.
Чемпион Словакии (2002).